# Чжан Дапэн, Иосиф
Иосиф Чжан Дапэн  (кит. 張大鵬 若瑟, 1754, Дуюнь — 12 марта 1815, империя Цин) — святой Римско-Католической Церкви, мученик.

## Биография
В молодости Чжан Дапэн исповедовал даосизм. В 1794 году, в возрасте 40 лет, переехал в Гуйян, где стал заниматься торговлей шёлком. Старший сын его партнёра по торговле познакомил Чжана Дапэна с католицизмом. Чжан Дапэн хотел принять крещение, но из-за того, что жил в сожительстве, он долгое время не решался принять христианство. В 1797 году он расстался с сожительницей и был крещён, несмотря на противодействие своих родных, через три года в 1800 году. В 1808 году Иосиф Чжан Дапэн на часть своих доходов построил небольшую школу, в которой преподавались основы христианства. Через некоторое время в Китае начались преследования христиан и Иосиф Чжан Дапэн вынужден был скрываться от преследований. Несмотря на то, что он был вынужден жить в подполье, Иосиф Чжан Дапэн активно проповедовал христианство среди китайцев. В 1812 году был арестован его единственный сын, который умер в тюрьме после двухгодичного тюремного заключения. Однако, потеря сына не повлияла на активную миссионерскую деятельность Иосифа Чжан Дапэна. 
В 1814 году Иосиф Чжан Дапэн был выдан обращённым в христианство китайцем. В тюрьме он познакомился с Петром У Гоушэн. Через некоторое время Иосифу Чжан Дапэну предложил в обмен на освобождение из тюрьмы отказаться от христианства. Его родные также просили отказаться от христианства, чтобы сохранить себе жизнь. Иосиф Чжан дапэн остался верен своей вере и был казнён 12 марта 1815 года через удушение.

## Прославление
Иосиф Чжан Дапэн был беатифицирован 2 мая 1909 года Римским Папой Пием X и канонизирован 1 октября 2000 года Римским Папой Иоанном Павлом II вместе с группой 120 китайских мучеников.
День памяти в Католической Церкви — 9 июля.

## Источник
- George G. Christian OP, Augustine Zhao Rong and Companions, Martyrs of China, 2005, стр. 83  (англ.)